# Mariusz Kuczyński
Mariusz Kuczyński (ur. 30 czerwca 1930 w Warszawie, zm. 16 lutego 2021) – polski operator dźwięku.
Czterokrotny laureat Nagrody za dźwięk na Festiwalu Polskich Filmów Fabularnych w Gdyni oraz laureat Polskiej Nagrody Filmowej, Orzeł w kategorii najlepszy dźwięk. Członek Polskiej Akademii Filmowej oraz Stowarzyszenia Filmowców Polskich.

## Filmografia
- Zmory (1978)
- Dreszcze (1981)
- Obywatel Piszczyk (1988)
- Lawa (1989)
- Ucieczka z kina Wolność (1990)
- Wszystko co najważniejsze... (1992) – konsultacja techniczna i współpraca artystyczna
- Psy 2. Ostatnia krew (1994)
- Bandyta (1997)
- Weiser (2000) – uwaga: w czołówce filmu imię Marek

## Nagrody
- 1990 – Nagroda za dźwięk w filmie Lawa na Festiwalu Polskich Filmów Fabularnych w Gdyni
- 1992 – Nagroda za dźwięk w filmie Wszystko co najważniejsze... na Festiwalu Polskich Filmów Fabularnych w Gdyni
- 1997 – Nagroda za dźwięk w filmie Bandyta na Festiwalu Polskich Filmów Fabularnych w Gdyni
- 2001 – Nagroda za dźwięk w filmie Weiser na Festiwalu Polskich Filmów Fabularnych w Gdyni
- 2002 – Polska Nagroda Filmowa, Orzeł za dźwięk w filmie Weiser
- 2013 – Nagroda Stowarzyszenia Filmowców Polskich za wybitne osiągnięcia artystyczne